# Herb powiatu człuchowskiego
Herb powiatu człuchowskiego – jeden z symboli powiatu człuchowskiego, ustanowiony 9 grudnia 1999.

## Wygląd i symbolika
Herb przedstawia na tarczy w polu czerwonym złotą wieżę. Z prawej strony wieży znajduje się sześcioramienna złota gwiazda, a z lewej strony złoty półksiężyc. Pod jej krenelażem umiejscowiona jest tarcza koloru czerwonego z głową wołu koloru srebrnego (herb Człuchowa), a u dołu wieży brama koloru srebrnego, w której umiejscowiony jest dzik koloru czarnego (pochodzący z herbu Debrzna).